# Meridià 81 a l'est
El meridià 81 a l'est de Greenwich és una línia de longitud que s'estén des del pol Nord travessant l'oceà Àrtic, Àsia, l'oceà Índic, l'oceà Antàrtic i l'Antàrtida fins al pol Sud.
El meridià 81 a l'est forma un cercle màxim amb el meridià 99 a l'oest. Com tots els altres meridians, la seva longitud correspon a una semicircumferència terrestre, uns 20.003,932 km. Al nivell de l'Equador, és a una distància del meridià de Greenwich de 9.017 km.

## De Pol a Pol
Començant en el pol Nord i dirigint-se cap al pol Sud, aquest meridià travessa:
| Coordenades                             | País, territori o mar        | Notes |
| --------------------------------------- | ---------------------------- | --- |
| 90° 0′ N, 81° 0′ E / 90.000°N,81.000°E  | Oceà Àrtic                   | |
| 81° 7′ N, 81° 0′ E / 81.117°N,81.000°E  | Mar de Kara                  | |
| 73° 34′ N, 81° 0′ E / 73.567°N,81.000°E | Rússia                       | Krai de Krasnoiarsk |
| 72° 24′ N, 81° 0′ E / 72.400°N,81.000°E | Golf del Ienissei            | |
| 71° 56′ N, 81° 0′ E / 71.933°N,81.000°E | Rússia                       | Krai de Krasnoiarsk Iamàlia — de 69° 12′ N, 81° 0′ E / 69.200°N,81.000°E Districte Autònom Khanti-Mansi — Iugrà — de 63° 9′ N, 81° 0′ E / 63.150°N,81.000°E Óblast de Tomsk — des de 60° 46′ N, 81° 0′ E / 60.767°N,81.000°E Óblast de Novossibirsk — des de 56° 31′ N, 81° 0′ E / 56.517°N,81.000°E Krai de l'Altai — des de 54° 17′ N, 81° 0′ E / 54.283°N,81.000°E |
| 51° 12′ N, 81° 0′ E / 51.200°N,81.000°E | Kazakhstan                   | |
| 45° 10′ N, 81° 0′ E / 45.167°N,81.000°E | República Popular de la Xina | Xinjiang Tibet — des de 35° 19′ N, 81° 0′ E / 35.317°N,81.000°E |
| 30° 16′ N, 81° 0′ E / 30.267°N,81.000°E | Índia                        | Uttarakhand — per uns 7 km |
| 30° 12′ N, 81° 0′ E / 30.200°N,81.000°E | Nepal                        | |
| 28° 27′ N, 81° 0′ E / 28.450°N,81.000°E | Índia                        | Uttar Pradesh, passa a l'est de Lucknow a 26° 51′ N, 80° 57′ E / 26.850°N,80.950°E Madhya Pradesh — des de 24° 56′ N, 81° 0′ E / 24.933°N,81.000°E Chhattisgarh — des de 22° 7′ N, 81° 0′ E / 22.117°N,81.000°E Telangana — des de 17° 53′ N, 81° 0′ E / 17.883°N,81.000°E Andhra Pradesh — des de 17° 11′ N, 81° 0′ E / 17.183°N,81.000°E                            |
| 15° 44′ N, 81° 0′ E / 15.733°N,81.000°E | Oceà Índic                   | Golf de Bengala |
| 8° 56′ N, 81° 0′ E / 8.933°N,81.000°E   | Sri Lanka                    | |
| 6° 6′ N, 81° 0′ E / 6.100°N,81.000°E    | Oceà Índic                   | |
| 60° 0′ S, 81° 0′ E / 60.000°S,81.000°E  | Oceà Antàrtic                | |
| 67° 52′ S, 81° 0′ E / 67.867°S,81.000°E | Antàrtida                    | Territori Antàrtic Australià, reclamada per Austràlia |